# Ochlandra keralensis
Ochlandra keralensis är en gräsart som beskrevs av M.Kumar, Remesh och Sequiera. Ochlandra keralensis ingår i släktet Ochlandra och familjen gräs. Inga underarter finns listade i Catalogue of Life.